# Hylocereeae
A Hylocereeae tribusba tartozó kaktuszok epifiton növények, kapaszkodó hajtású, vagy magasan a fák ágai között élő epifita, ritkán litofita kaktuszok.

## Elterjedésük
A tribus fajai elsősorban Közép-Amerika száraz- és esőerdeiből származnak, kisebb számban Dél-Amerika trópusi erdeiben őshonosak, néhányuk elterjedése azonban átnyúlik a Karib-szigetvilágra és Dél-Amerika trópusi erdeire az Andoktól keletre.

## Jellemzőik
A tribus fajaira jellemző a hajtásokra a gazdag léggyökérképzés, támaszték nélkül száraik nem erektilisek. Virágaik a  Pseudorhipsalis fajok alakkörét leszámítva közepes vagy nagyméretűek, a fehér virágúak többnyire éjjel, míg a színes virágú fajok nappal virágoznak. Hajtásaik lehetnek hengeresek, sok alacsony bordával, több élűek kevés, mély bordával tagolva, vagy lapítottak, ami tulajdonképpen két bordás hajtásnak felel meg. Areoláik közepesen fejlettek, gyakran hordoznak rövid töviseket, szőröket és sertéket. Húsos termésük közepes vagy nagyméretű magokat tartalmaz, a magok funiculusai alkotják a termés pulpájának nagy részét, melyet sokszor emberi fogyasztásra is termesztenek. A magokon a hylum és a micropyle összeforr.

## Rendszerezés
A nemzetségcsoporthoz az alábbi nemzetségek tartoznak:
- Disocactus Lindl.
- Epiphyllum Haw.
- Hylocereus (A. Berger) Britton & Rose
- Pseudorhipsalis Britton & Rose
- Selenicereus (A. Berger) Britton & Rose
- Weberocereus Britton & Rose

## Természetes eredetű hibridek
Természetes előfordulású intergenerikus hibridjeik:
- Disocactus kimnachii (Kimn.) Rowl. in BCSJ 5(3):84 (1987) (syn.: X Disophyllum kimnachii)
- Epiphyllum floribundum Kimn. in CSJ (USA) 62(2):83"' (1990) (syn.: X Disophyllum floribundum)
- Selenicereus innesii Kimn. in CSJ (USA) 54(1):3"' (1982) (syn.: X Disbeocereus innesii)

## Rokonsági viszonyaik
A tribus tagjait Nathaniel Lord Britton és Joseph Nelson Rose még három subtribusba sorolta (Rhipsalidanae, Epipyhlanae, Hylocereanae), Backeberg pedig Hylocereeae tribus néven a Cereoideae alcsaládba helyezte a növényeket. A ma érvényes rendszert Franz Buxbaum állította fel 1958-ban. A korábbi rendszerek a sensu stricto Hylocereeae tribus tagjának tekintették a nem epifita életmódú Acanthocereus (és közeli rokon Peniocereus) nemzetséget is, melyet ma az Echinocereeae tribusba sorolnak kissé eltérő virágmorfológiája és terresztrikus életmódja alapján. Az újabb molekuláris adatok (Nyffeler,  2002) ellenben rámutatnak, hogy a Hylocereeae tribus nem más, mint egy epifita életmódra áttért Echinocereeae klád, melyek szoros rokonságban állnak Közép-Amerika más, nem epifita Echinocereeae fajaival, így lehet, hogy önálló tribusba sorolásuk sem helytálló. Emellett más Echinocereeae vonalon is találkozhatunk epifita életmódúvá vált fejlődési vonalakkal.
Több recens munka is rámutatott, hogy a Hylocereus és a Selenicereus nemzetségek közeli rokonságban állnak egymással, genetikai alapon indokolt lehet összevonásuk.